# Supremacía cuántica
La supremacía cuántica, alternativamente llamada ventaja cuántica, es la capacidad potencial de los dispositivos de computación cuántica para resolver problemas que los ordenadores clásicos prácticamente no pueden resolver. La ventaja cuántica es el potencial para resolver problemas con mayor velocidad. En términos teóricos de complejidad computacional, esto generalmente significa proporcionar una aceleración superpolinomial sobre el algoritmo clásico más conocido o posible. El término fue popularizado originalmente por John Preskill pero el concepto de ventaja computacional cuántica, específicamente para simular sistemas cuánticos, se remonta a las propuestas de la misma computación cuántica de Yuri Manin (1980) y Richard Feynman (1981).
El algoritmo de Shor para la factorización de números enteros, que se ejecuta en tiempo polinomial en un ordenador cuántico, proporciona tal aceleración superpolinomial sobre el algoritmo clásico más conocido. Aunque aún no se ha demostrado, se cree que el factoraje es difícil utilizando recursos clásicos. La dificultad de probar lo que no se puede hacer con la computación clásica es un problema común para demostrar definitivamente la supremacía cuántica. También afecta la propuesta del «muestreo de bosón» de Aaronson y Arkhipov, los problemas frustrados especializados de bucle de racimo de D-Wave, y el muestreo de la salida de circuitos cuánticos aleatorios.
Al igual que los números enteros de factoring, se cree que el muestreo de las distribuciones de salida de los circuitos cuánticos aleatorios es difícil para los ordenadores clásicos basándose en suposiciones razonables de complejidad, Google anunció anteriormente planes para demostrar la supremacía cuántica antes de finales de 2017 resolviendo este problema con una serie de 49 qubits superconductores. En octubre de 2017, IBM demostró la simulación de 56 qubits en un superordenador convencional, aumentando el número de qubits necesarios para la supremacía cuántica. En noviembre de 2018, Google anunció una asociación con la NASA que "analizaría los resultados de los circuitos cuánticos que se ejecutan en los procesadores cuánticos de Google, y... proporcionan comparaciones con la simulación clásica tanto para ayudar a Google a validar su hardware como para establecer una línea de base para la supremacía cuántica". El trabajo teórico publicado en 2018 sugiere que la supremacía cuántica debería ser posible con una "red bidimensional de 7x7 qubits y alrededor de 40 ciclos de reloj" si las tasas de error pueden ser lo suficientemente bajas. El 21 de junio de 2019, Scientific American sugirió que la supremacía cuántica podría ocurrir en 2019, según la ley de Neven.
El 20 de septiembre de 2019, el Financial Times publicó por primera vez "Google afirma haber alcanzado la supremacía cuántica".
Así mismo, el 23 de octubre de 2019, la revista Nature publicó que Google había conseguido alcanzar, oficialmente, la supremacía cuántica, gracias a la publicación de Sergio Boixo y su equipo.